# HTC One V
HTC One V (модельний номер — T320e) — смартфон, розроблений компанією HTC Corporation, анонсований 26 лютого 2012 року на Mobile World Congress у Барселоні. Смартфон належить до серії HTC One, до якої також входять HTC One X та HTC One S.

## Характеристики смартфону

### Апаратне забезпечення

#### Процесор
Смартфон HTC One V працює на базі одноядерного процесора Qualcomm Snapdragon другого покоління (S2, технічна назва  — MSM8255) із тактовою частотою 1 ГГц. ЦПУ виконаний по 45 нм техпроцесу, набір інструкцій  — ARMv7. Графічне ядро  — Adreno 205.

#### Пам'ять
На смартфоні встановлено 512 МБ оперативної пам'яті та 4 ГБ постійної пам'яті, з яких користувачеві доступно 1 ГБ. Також в апарату є слот розширення пам'яті, за допомогою якого пам'ять можна розширити до 32 ГБ.

#### Акумулятор
HTC One V працює від Li-ion акумулятора ємністю 1500 мА·год, що є вбудованим, тобто не його можна замінити.

#### Безпровідні модулі
Апарат має вмонтовані модулі безпровідної передачі даних:
- Wi-Fi стандарту IEEE 802.11, протокол b/g/n.
- Bluetooth 4.0. Bluetooth з функцією apt-X.
- стандарти передачі даних: GSM, 3G, GPRS, EDGE.

#### Камера
Смартфон оснащений основною 5-мегапіксельною камерою, яка може робити фотознімки з роздільною здатністю 2592 × 1944 пікселів та знімати відео — 1280 × 720 пікселів, тобто із HD-якістю (720p). Також є LED-спалах, автофокус, датчик BSI (для отримання кращих знімків в умовах низького рівня освітлення). Дозволяє робити фотознімки під час запису відео. Режим тривалої зйомки дозволяє робити декілька фото за одне натискання.
В апарата відсутня фронтальна камера.

#### Корпус
Задня кришка смартфону виконана з металу.

#### Дисплей
Апарат оснащено сенсорним TFT-дисплеєм діагоналлю 3.7» (93,98 мм) із розширенням 480 x 800 пікселів, що здатен відображати 16 млн кольорів.

### Програмне забезпечення

#### Операційна система
Смартфон постачається зі встановленою Android Ice Cream Sandwich  версії 4.0.
Є можливість встановлення неофіційних операційних систем, серед яких є стабільні версії. За їх встановлення частково втрачається гарантія на телефон. Всі вони базуються на основі Android Open Source Project.
При зміні ОС можна отримати такі версії Android:
- Ice Cream Sandwich (4.0.x)
- Jelly Bean (4.1.x)
- Jelly Bean (4.2.x)
- KitKat (4.4.x)

Також можливі відомі модифікації, як-от: 
- CyanogenMod
- MIUI

За оцінкою бенчмарку Antutu телефон отримує результат в 5000 балів (±300), без штучного збільшення можливостей процесора.

#### Інтерфейс користувача
На HTC One V встановлено інтерфейс користувача власного виробництва компанії HTC Sense версії 4.0. Особливістю цього UI є так званий вид зверху (англ. helicopter view), за допомогою якого можна побачити усі 5 робочих столів.

## Відео
1. HTC One V — First look [Архівовано 4 березня 2012 у Wayback Machine.]
2. Обзор HTC One V